# Aeroportul El Cubo
Aeroportul El Cubo (IATA: CUV, ICAO: SVCG) este un aeroport din Zulia, Venezuela.
Situat la o altitudine de 30 m, aeroportul dispune de o singură pistă.